# Олімпія (стадіон, Гельсінборг)
Олімпія (швед. Olympia) — футбольний стадіон у шведському місті Гельсінборг, домашня арена футбольних клубів «Гельсінгборг» та «Статтена». Відкритий у 1898 році та неодноразово реконструйований з того часу. Максимальна місткість стадіону становить 17 100 глядацьких місць. Арена приймала такі визначні футбольні події, як матчі Чемпіонату світу з футболу 1958 року, поєдинки Чемпіонату світу 1995 серед жінок та ігри Молодіжного чемпіонату Європи 2009.

## Історія
У січні 1897 року було створено компанію AB Olympia, назву якої було навіяно Олімпійськими іграми 1896 року у Афінах. Метою компанії було будівництво спортивної арени у східній частині Гельсінборга. Першочерговим призначенням арени було проведення змагань з велосипедного спорту, тенісу та катання на ковзанах, проте з утриманням льоду у належному стані виникли проблеми і ковзанку було вирішено замінити на футбольне поле. Відкриття, що двічі відкладалося через несприятливі погодні умови, було заплановане на неділю, 31 липня 1898 року. Програму змагань склали легка атлетика, велоперегони та футбольний матч, який, втім, не відбувся через темряву.

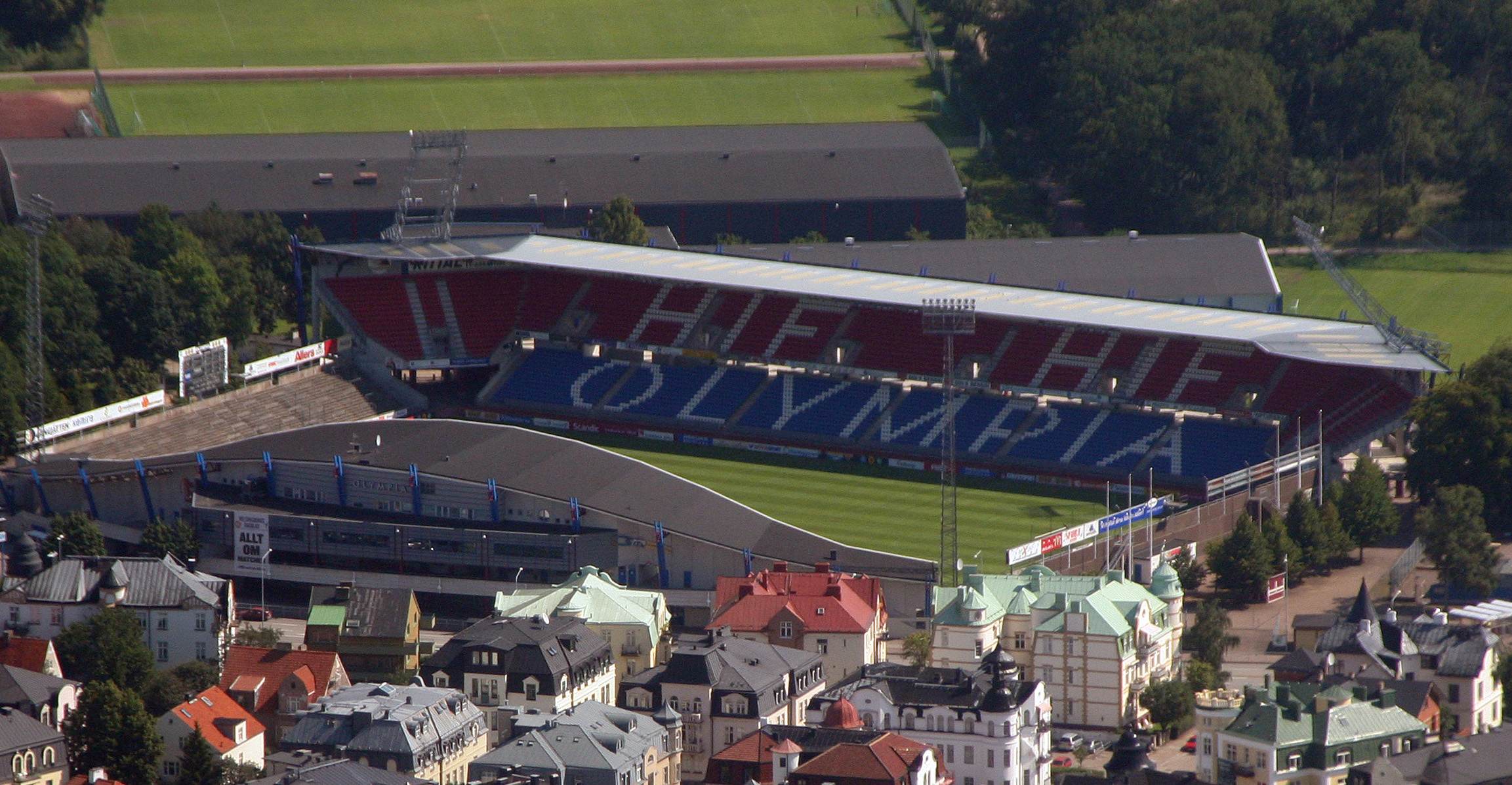
Стадіон «Олімпія». Вигляд ззовні

 У 1903 році стадіон використовувався як місце для атракціонів під час Гельсінборзької виставки. А протягом 10 — 20-их років XX століття тут проводився щорічний міський ярмарок. 27 червня 1907 року було сформоване спортивне товариство «Олімпія», яке включало у себе представників різноманітних видів спорту (від футболу до велоспорту). З цього часу стадіон знаходився у оренді та експлуатувався саме цим товариством, аж доки у 1941 році місто не повернуло його під свою опіку. У 1909 році відбулася перша серйозна реконструкція арени: будівництво нової трибуни на 400 глядачів обійшлося у 20 000 крон, окрім того було збудовано кіоск на вході та тенісні корти. У 1915 році розміри поля було приведено до міжнародних стандартів 110х65 метрів (до цього розміри ігрового майданчика становили 100х60 метрів), а також додано сектори для стрибків та метання легкоатлетичних снарядів. Крім того велосипедні доріжки замінили на легкоатлетичні. До початку змагань у Аллсвенскан 1924 року було зведено трибуну зі стоячими місцями на східному боці арени.
У 1941 році гельсінборзький муніципалітет взявся за роботу над стадіоном і результатом цього стало будівництво нової трибуни на 1400 місць протягом наступного десятилліття. 14 травня 1954 року було встановлено абсолютний рекорд відвідуваності стадіону у поєдинку між «Гельсінборгом» та «Мальме», що закінчився з рахунком 3:3. Цю гру відвідали 26 154 глядачі. Досі не зрозуміло, як така кількість людей змогла розміститися на Олімпії, імовірно, велика частина з них не бачила поля, а орієнтувалася на звук. В зв'язку з проведенням на арені матчів Чемпіонату світу з футболу 1958 року було збудовану ще одну трибуну зі стоячими глядацькими місцями та дещо змінено розмір поля, нові габарити якого тепер становили 105x68 метрів.
1973 рік став останнім, коли на території арени відбувалися змагання з легкої атлетики. На цьому стадіоні було встановлено чотири світові рекорди: неофіційний рекорд з марафону у 1912 році, у бігу на 800 метрів серед жінок 1945 року, у бігу на 3000 метрів у 1965 році та у стрибках з жердиною у 1972.
У 1985 році було знесено старі дерев'яні трибуни, що вже починали гнити, та встановлено нові на бетонних опорах. Більше того, Олімпію було остаточно переоблаштовано у футбольний стадіон та прибрано бігові доріжки. У 1993 році закінчено будівництво нової трибуни місткістю 3 500 глядацьких місць. Того ж року встановлено рекорд відвідуваності «нової» Олімпії, який склав 17 275 глядачів, що прийшли на поєдинок між «Гельсінборгом» та «Гетеборгом» 30 липня 1993 року. У 1995 році Олімпія стала одним зі стадіонів, що приймав матчі Чемпіонату світу 1995 року серед жінок. Зокрема, тут відбувся поєдинок-відкриття між збірними Швеції та Бразилії. Два роки потому було встановлено 7 000 індивідуальних пластикових сидінь на східній трибуні. На той час Олімпія класифікувалася, як найкращий футбольний стадіон Швеції.
13 травня 2006 року в газеті «Helsingborgs Dagblad» з'явилася стаття з проектною пропозицією розширення стадіону з додаванням до нього житлового будинку. Проект був розроблений архітектурним бюро Rapid Eye з Мальме. У 2007 році було проведено заміну натурального газону арени на штучне покриття. А вже через два роки стадіон знову приймав міжнародні матчі високого рівня: Олімпія потрапила до списку стадіонів, де проводилися поєдинки Молодіжного чемпіонату Європи 2009.